# 존 프란키 몬타뇨 시니스테라
존 프란키 몬타뇨 시니스테라(포르투갈어: Jhon Franky Montaño Sinisterra, 1997년 5월 7일~)는 콜롬비아의 축구 선수이다. 포지션은 공격수이다. 현재 K리그2의 부천 FC 1995 소속이다. K리그 등록명은 몬타뇨이다.

## 참고 문헌
- “존 프란키 몬타뇨 시니스테라”. 《전남 드래곤즈 FC》. 전남드래곤즈.